# 周竜光
周 竜光（しゅう りゅうこう、繁体字: 周龍光; 簡体字: 周龙光; 拼音: Zhōu Lóngguāng; ウェード式: Chou Lung-kuang、1885年（清光緒11年） - ?）は、中華民国の政治家。字は二為。

## 事績
日本に留学し、東京帝国大学を卒業した。帰国後は北京大学教授、督弁魯案事宜公署秘書を歴任している。1925年（民国14年）からは、北京政府で司法部参事や特別関税会議専門委員を務めた。1928年（民国17年）、中国大学副校長となっている。
しかし同年6月、周竜光は国民政府に転じて外交部第二司司長に抜擢され、翌1929年（民国18年）1月には外交部亜洲司司長となった。その後、北平市政府参事に移り、1931年（民国20年）12月10日に天津市長代理に就任した（病気を理由に辞任した張学銘の後任）。1935年（民国24年）12月に冀察政務委員会が成立すると、参議兼外交委員会委員に任命された。日中戦争（抗日戦争）勃発後の1938年（民国27年）12月、中華民国臨時政府で設立された日華経済協議会の秘書長に就任した。1939年（民国28年）1月31日までは臨時政府の一員として活動が確認できるが、これ以降の行方は不詳である。

## 注
1. 1 2  徐主編（2007）、940頁。
2. 1 2  劉国銘主編（2005）、1600頁。
3. ↑  『朝日新聞』（東京）、昭和6年（1931年）12月10日夕刊、1面。
4. ↑  『東京朝日新聞』（東京）、昭和13年（1938年）4月17日、2面。
5. ↑  『東京朝日新聞』（東京）、昭和14年（1939年）2月4日、11面。